# John T. Thompson
Pour les articles homonymes, voir Thompson.
John Taliaferro Thompson, né le 3 décembre 1860 à Newport et mort le 21 juin 1940 à Great Neck, est un officier de l'armée américaine.
Il est surtout connu pour avoir inventé une arme, le pistolet-mitrailleur Thompson.
Thompson est le fils d'un lieutenant-colonel de l'armée, vétéran de la guerre de Sécession.

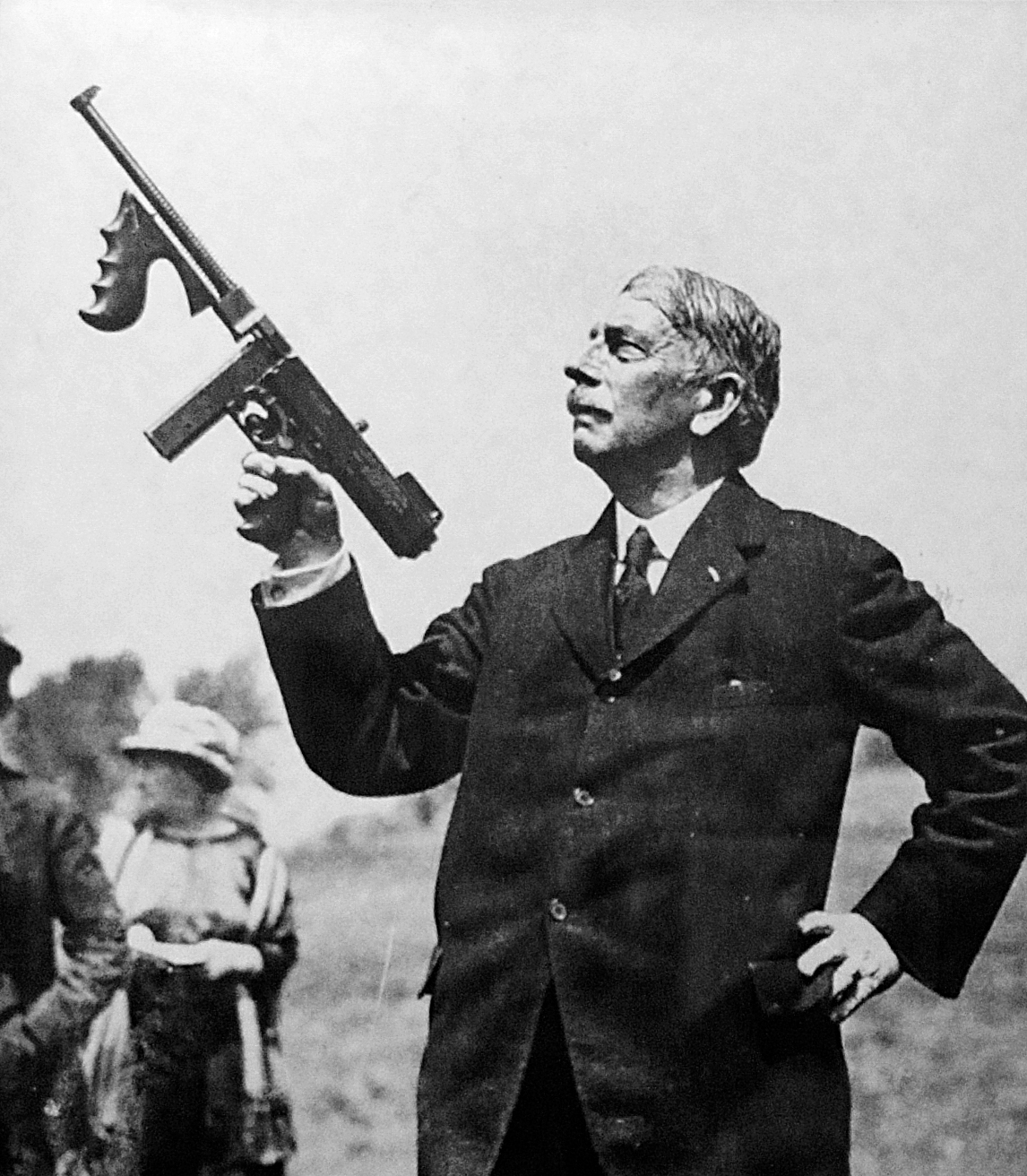
John T. Thompson tenant un Thompson M1921.